# 日米富士自転車

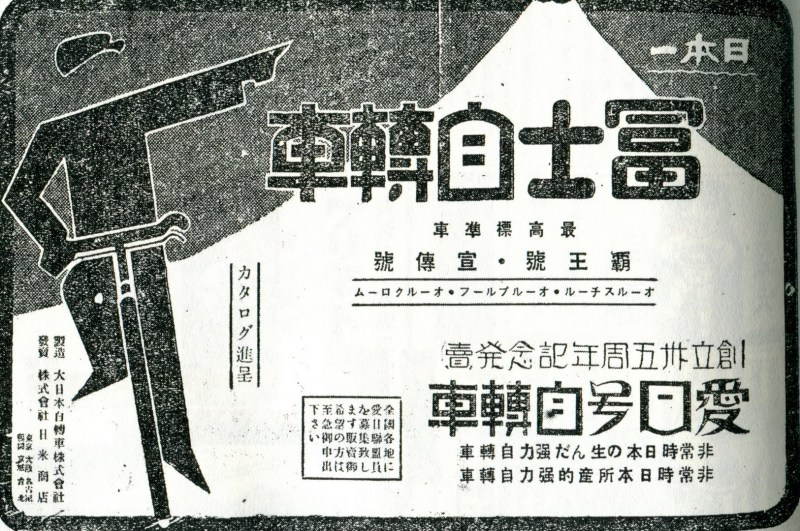
日本統治時代の台湾での広告

日米富士自転車株式会社 (Nichibei Fuji Cycle Co., Ltd.) は、かつて日本に存在した自転車メーカーである。本社は東京都町田市森野二丁目2番（1995年当時）。倒産後、海外企業に買収され、fujibikeの商標で米国投資会社タイガー・グループ傘下。

## 沿革

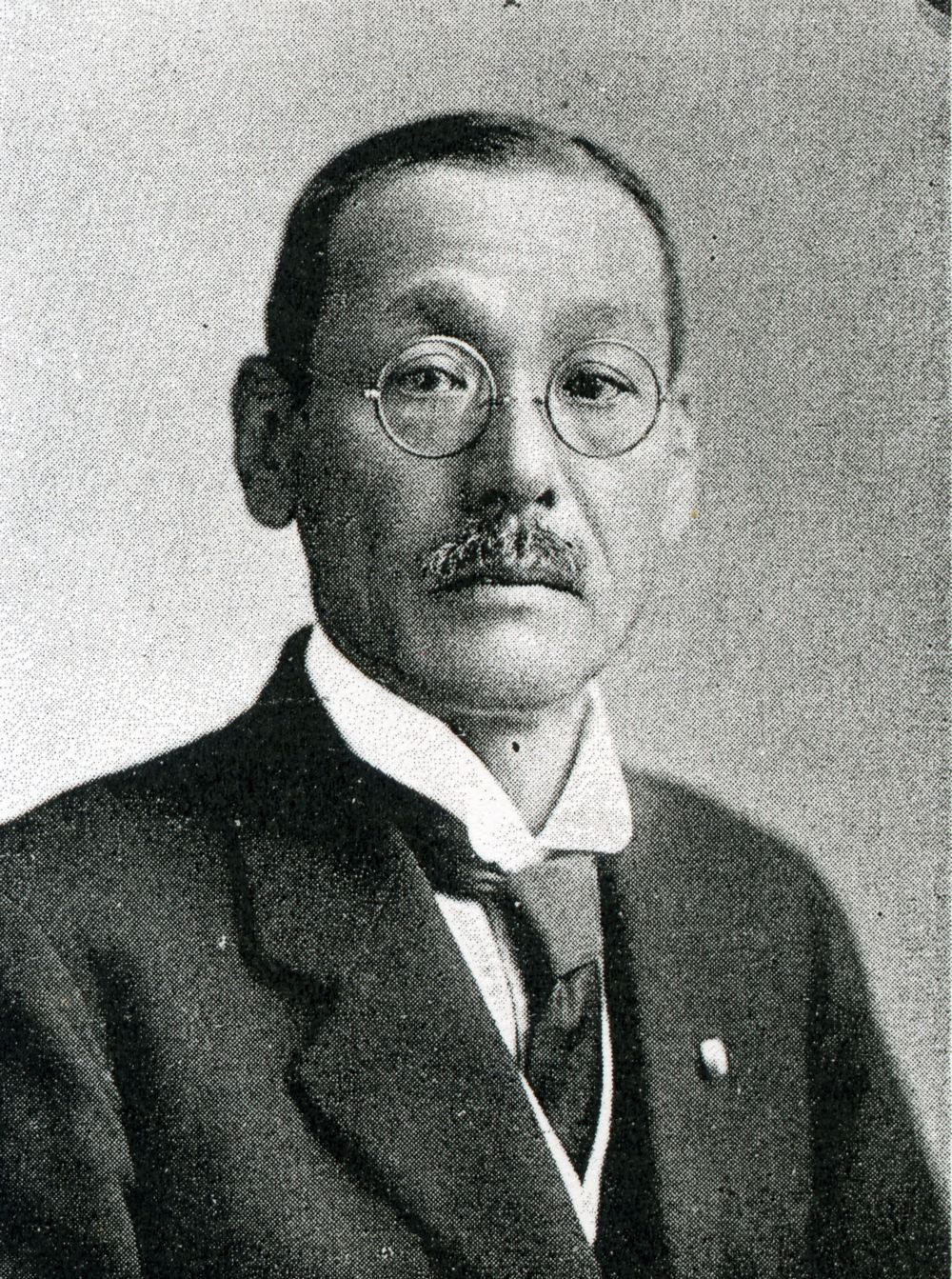
創業者の岡崎久次郎

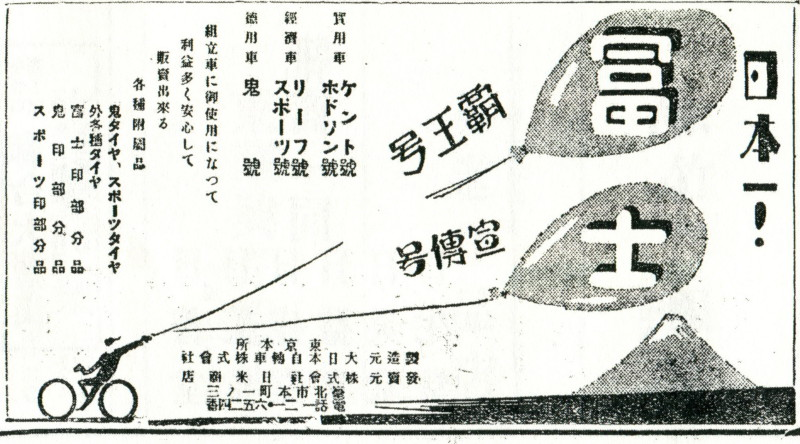
日本統治下の台湾での広告。日米商店の台北支社が出したもの。製造元は日米商店が立ち上げた東京本所の国産自転車メーカー「大日本自転車」

創業当初はアメリカ合衆国製品の輸入販売代理店で、のちに日本国内で自転車生産を始めた。太平洋戦争前後に社名を大日本自転車とし、のちに日米富士自転車へ改める。
- 1899年、岡崎久次郎が創業し、当初は電灯類などの米国商品の輸入販売を主とした。
- 1900年、日米商店の商号で創業する。
- 1901年、米国製レロイ自転車を発売する。
- 1903年、自転車、カメラを主要商品とする。1898年から数回海外視察を繰り返し、自転車メーカーのラージ社 (en:Rudge-Whitworth)、ホドソン社などと特約を結ぶ[1]。
- 1906年、イギリスのラーヂブランド自転車の輸入販売を開始する。
- 1916年、国産ラーヂ自転車生産のために大日本自転車株式会社設立する。のちに大日本機械工業となり、農機具部門は1972年に小松ゼノアとなる。
- 1919年、ケント号を発売する。
- 1928年、商標をラーヂから富士に改称する。
- 1931年、霸王号、宣伝号、ケント号、ホドソン号、ソープ号、スポーツ号、オニ号を販売する[2]
- 1935年、日本で初のスポーツ車となるフェザー号を発売する[3]。
- 1951年、日米富士自転車株式会社に社名変更する。
- 1950年代後半、アメリカ合衆国へ輸出を開始する。
- 1971年に富士アメリカ社 (Fuji America) を設立し、輸出台数を伸ばした。日本国内で電子フラッシャー付き少年向けスポーツ自転車を発売すると、国内同業他社は各種ギミックを付した男児向け自転車の開発競争した。ロードレーサーやランドナー、スポルティーフなどオンロード車を「Olympic」、MTBを「Mount Fuji」のブランドをそれぞれ冠し、ジーンズブランドのラングラーとコラボレーションモデルも発売した。
- 1996年11月に、従来より関係が深い株式会社東食に吸収合併されたが、1997年12月に東食は会社更生法適用を申請して倒産した。のちに東食は穀物商社のカーギル社 (Cargill Inc.) 傘下で再建し、自転車部門は米独台湾ペースのアドバンス・スポーツ社 (Advanced Sports, Inc.) が引き継いだ。アドバンス・スポーツ社は社名をフジ・アドバンススポーツとし、2006年7月現在でペンシルベニア州に本社を置き、Fujiブランドの自転車を販売している。
- 2019年2月に米国に本拠を置く投資会社タイガー・グループがアドバンススポーツを買収[4]した。

## 跡地

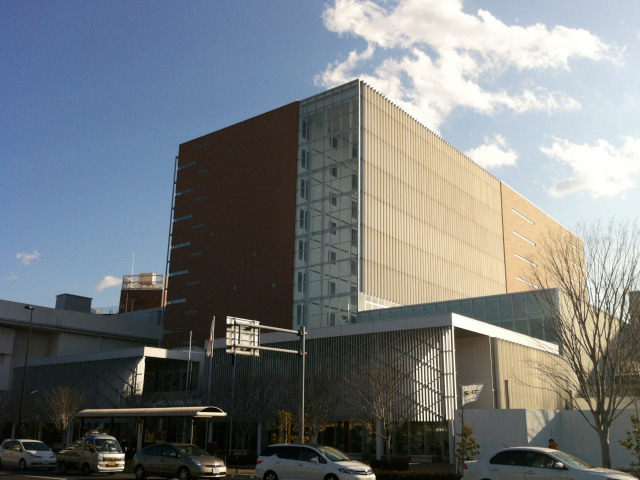
本社跡地に建設された町田市役所

本社跡地は、2012年7月に町田市役所新庁舎が新築された。